# Гизатулина, Дина Саляхидиновна
Дина Саляхидиновна Гизатулина (баш. Динә Сәләхетдин ҡыҙы Ғиззәтуллина; род. 30 августа 2000 года, Челябинская область, Россия) — российская спортсменка (борьба на поясах), дзюдоистка и самбистка башкирского происхождения, трехкратная чемпионка мира по борьбе на поясах, чемпионка России по дзюдо. Заслуженный мастер спорта по борьбе на поясах, мастер спорта по дзюдо.

## Биография
Дина родилась в селе Кунашак Челябинской области и является башкиркой по национальности. Начала заниматься самбо в 12 лет, через год Дина попробовала свои силы уже по правилам борьбы на поясах под руководством своего первого тренера Мориса Юсупова, затем в 17 лет начала выступать по правилам дзюдо.

## Спортивная карьера
После трёхкратного триумфа на чемпионатах России и мира по борьбе на поясах Дина сфокусировалась на карьере в дзюдо. В 2018 году Дина завоевала свой первый национальный титул, победив на первенстве России среди юниоров, в 2019 году она пришла третьей на первенстве России среди юниоров. В июне 2021 года Дина победила на первенстве страны до 23 лет в весе до 78 кг, в начале сентябре 2021 года она выиграла первые игры стран СНГ в Казани в весе до 78 кг, а в конце сентября 2021 года впервые стала чемпионкой страны среди взрослых в весе до 78 кг в Майкопе, в ноябре 2021 года была финалисткой первенства Европы до 23 лет в командном зачете в Будапеште. В 2022 году Гизаутлина пришла первой на первенстве России среди спортсменов до 23 лет и стала финалисткой чемпионата России в весе до 70 кг, который прошёл в Екатеринбурге. В декабре 2023 года стала второй на кубке России в Нижнем Новгороде. В марте 2024 года выступила на чемпионате России по самбо в весе до 80 кг, где она заняла третье место. В августе 2024 года стала финалисткой кубка мира в Кыргызстане.

## Спортивные результаты
Дзюдо
- Первенство России среди юниоров 2018 — ;
- Первенство России среди юниоров 2019 — ;
- Игры стран СНГ 2021 — ;
- Чемпионат России 2021 — ;
- Первенство Европы до 23 лет 2021 — ; (команда)
- Первенство России до 23 лет 2021, 2022 — ;
- Чемпионат России 2022 — ;
- Кубок России 2023 — ;

Самбо
- Чемпионат России 2024 — ;
- Кубок мира 2024 — ;

Борьба на поясах
- Первенство Европы среди юниоров 2018 — ;[13]
- Чемпионат мира 2018, 2019, 2020 — ;[14][15]
- Чемпионат России 2019, 2020, 2021 — ;
- V Всемирные игры кочевников 2024 — ;[16]